# Jean-Claude Aurousseau
Pour les articles homonymes, voir Aurousseau.
Jean-Claude Aurousseau est un haut fonctionnaire français, né en 1929 qui fut notamment chef de cabinet civil du Ministre de la Défense Nationale (Michel Debré) avant 1973.

## Biographie
Ancien élève de l'ENA (promotion Vauban), il a été nommé conseiller-maître en service extraordinaire de la Cour des comptes, après 1994.
Il fut auparavant  préfet de l’Orne de 1973 à 1974, puis de la Guadeloupe de 1975 à 1978. Il y ordonne l’évacuation de 15 000 personnes de Basse-Terre lors de l’éruption de la Soufrière, en août 1976.
Il est ensuite nommé en Isère en 1978. Il assiste aux obsèques du député-maire Jacques-Antoine Gau début juin 1981. Il est ensuite nommé préfet en Seine-Saint-Denis de 1981 à 1986, et dans le département du Nord de 1986 à 1993. Son dernier poste en carrière préfectorale est préfet de Paris, préfet de la région Ile de France, en 1993 et 1994.
Lors de la campagne présidentielle de 1995, entre janvier et mai 1995, il est président de l’association de financement de la campagne d’Édouard Balladur. Il exerce ses activités à titre bénévole.
Il est membre fondateur de l’Observatoire du patrimoine religieux en 2006.

## Décorations
- Grand officier de la Légion d'honneur Il est fait officier le 22 novembre 1989, promu commandeur le 19 avril 2000[6], et élevé à la dignité de grand officier le 31 décembre 2005[7].
- Médaille pénitentiaire (1987)[8]